# Haaga
 (décembre 2009).
Si vous disposez d'ouvrages ou d'articles de référence ou si vous connaissez des sites web de qualité traitant du thème abordé ici, merci de compléter l'article en donnant les références utiles à sa vérifiabilité et en les liant à la section « Notes et références ».
Haaga est un quartier et un district  résidentiel d'Helsinki, la capitale finlandaise. Il est situé au nord-ouest du centre-ville.

## Histoire
Auparavant zone rurale peu peuplée de la municipalité rurale d'Helsinki, la création d'une gare en 1903 près de l'actuel quartier d'Etelä-Haaga (Haaga Sud) marque le début de l'urbanisation. Haaga fait partie lors de sa fondation en 1920 de la municipalité de Huopalahti, dont elle se sépare dès 1923 pour former une municipalité indépendante, Haagan kauppala. Au 1er janvier 1946, la commune est rattachée à Helsinki en compagnie de nombreuses autres, et de grands programmes de construction sont aussitôt lancés à Pohjois-Haaga (Haaga Nord), qui devient la première véritable banlieue de la capitale. Aujourd'hui, de nombreux immeubles de 4 à 12 étages forment l'essentiel du paysage du quartier.

## Population
Le quartier de Haaga (en finnois : Haaga kaupunginosa) à 27 761 habitants (2019).
Haaga a une superficie de 5,32 km2.

## Lieux et monuments
- Parc des rhododendrons de Haaga
- École mixte de Pohjois-Haaga
- Église d'Huopalahti
- Église d'Hakavuori
- Gare de Pohjois-Haaga

## Transports
Haaga est entourée par Vihdintie, Hämeenlinnanväylä et Kehä I.
Haaga dispose aussi de liaisons de transport en commun vers diverses parties de la région de la capitale.
Haaga est desservi par la ligne côtière reliant Helsinki et Turku et la ligne de Vantaankoski part de la gare de Huopalahti au sud de Haaga.
La Gare de Pohjois-Haaga, est située sur la ligne de Vantaankoski dans la subdivision de Lassila.
Les lignes de bus les plus importantes sont les lignes interurbaines à haut niveau de service 40 et 550 passant par Haaga.
| Ligne | Trajet                                   | Réf.  |
| ----- | ---------------------------------------- | ----- |
| 31    | Pohjois-Haaga - Munkkivuori              |       |
| 32    | Pohjois-Haaga - Munkkivuori              |       |
| 40    | Place d'Eliel - Pohjois-Haaga            |       |
| 41    | Kamppi - Haaga - Kannelmäki              |       |
| 52    | Arabia - Oulunkylä - Haaga - Munkkiniemi |       |
| 550   | Itäkeskus – Haaga – Westend              | [ 3 ] |

## Galerie

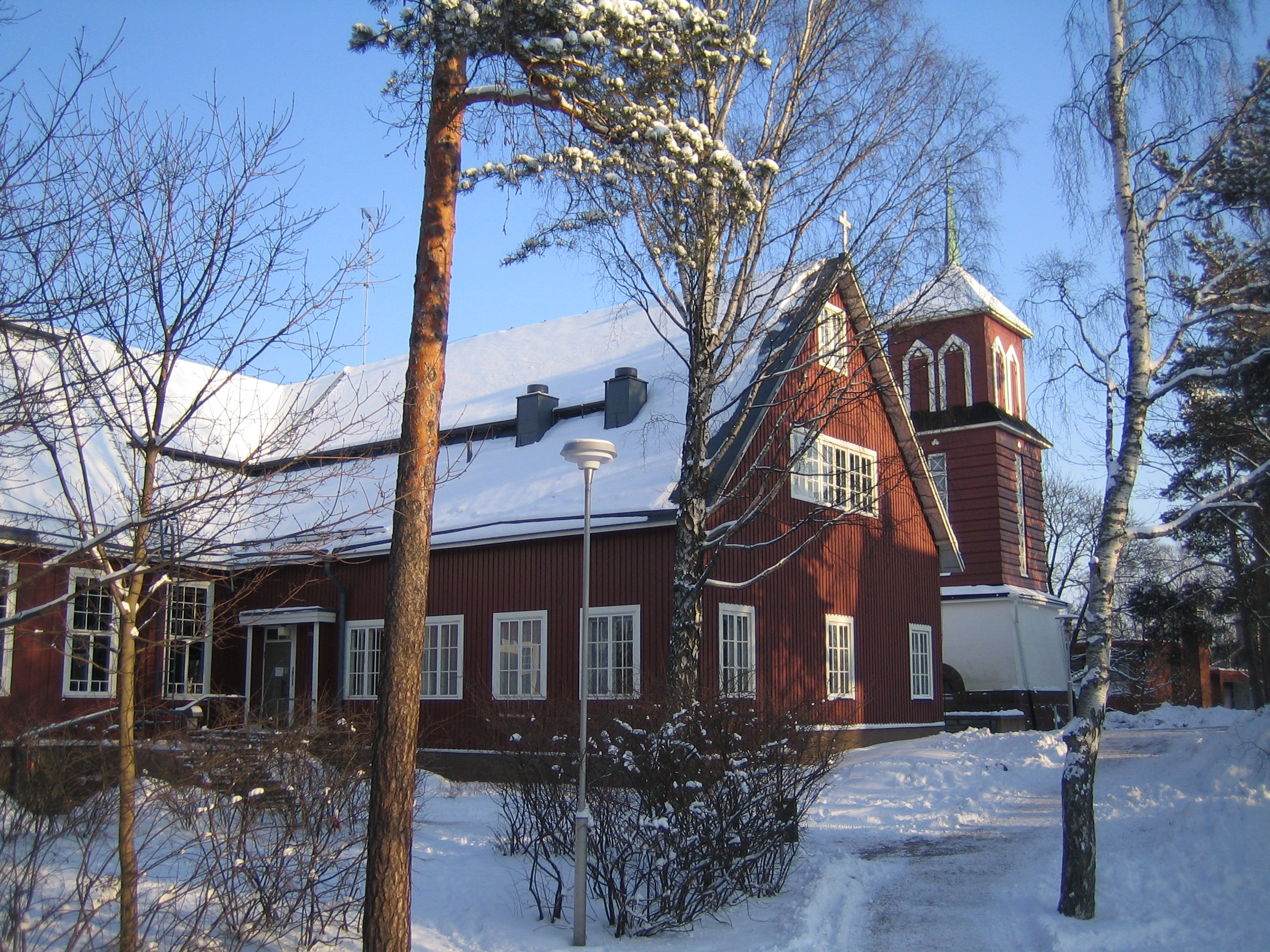
Église d'Huopalahti.
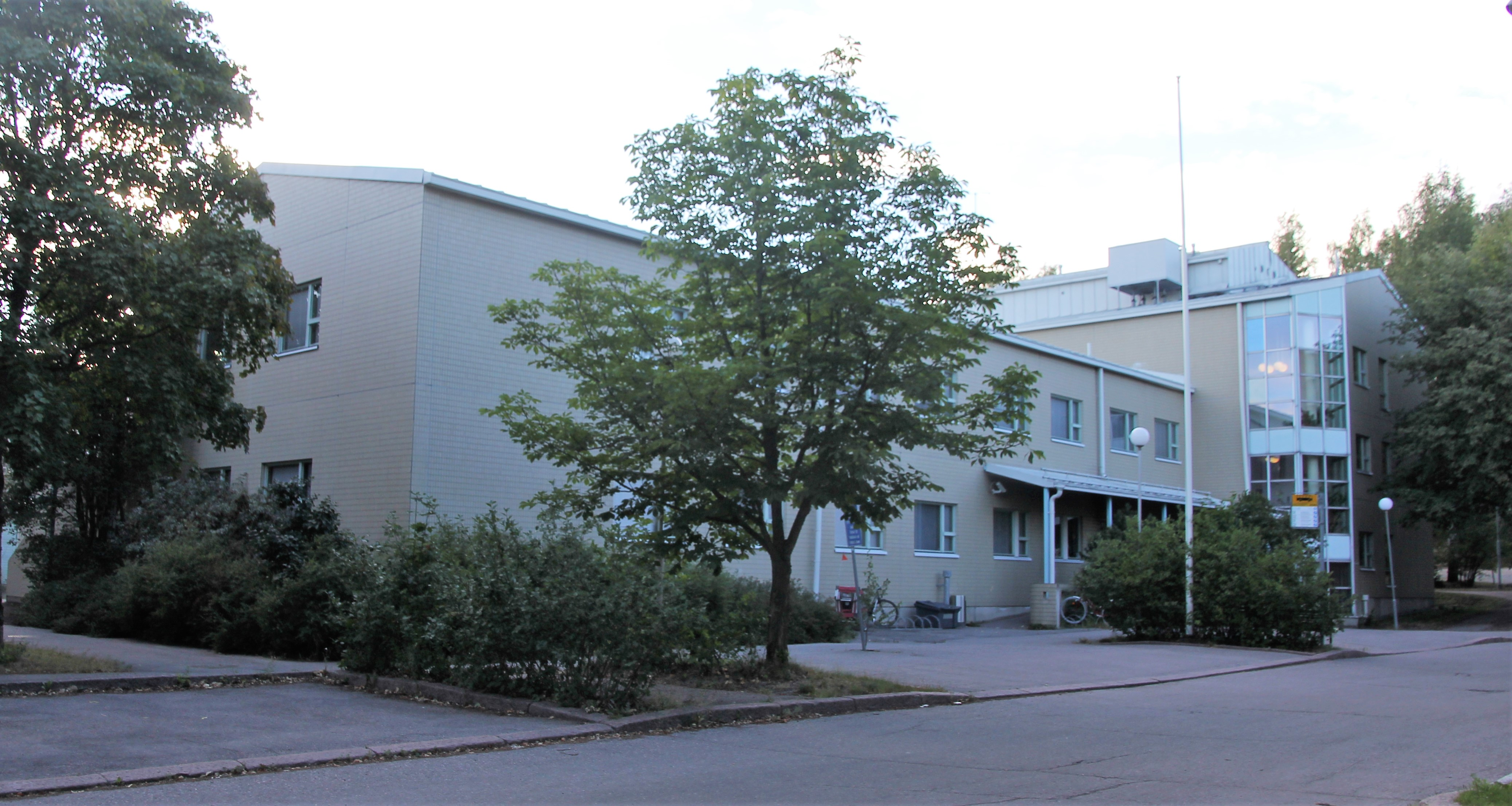
Centre de santé de Haaga.
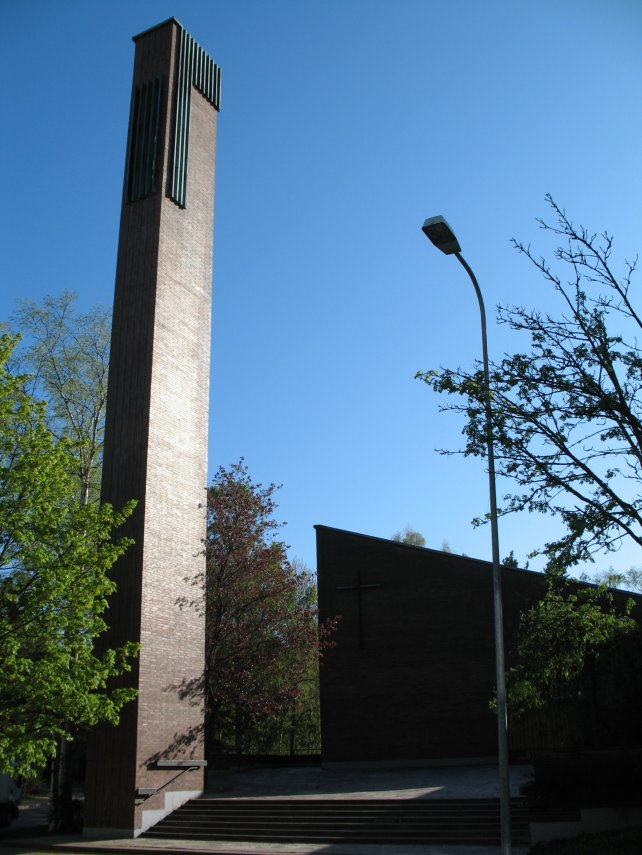
Église d'Hakavuori.
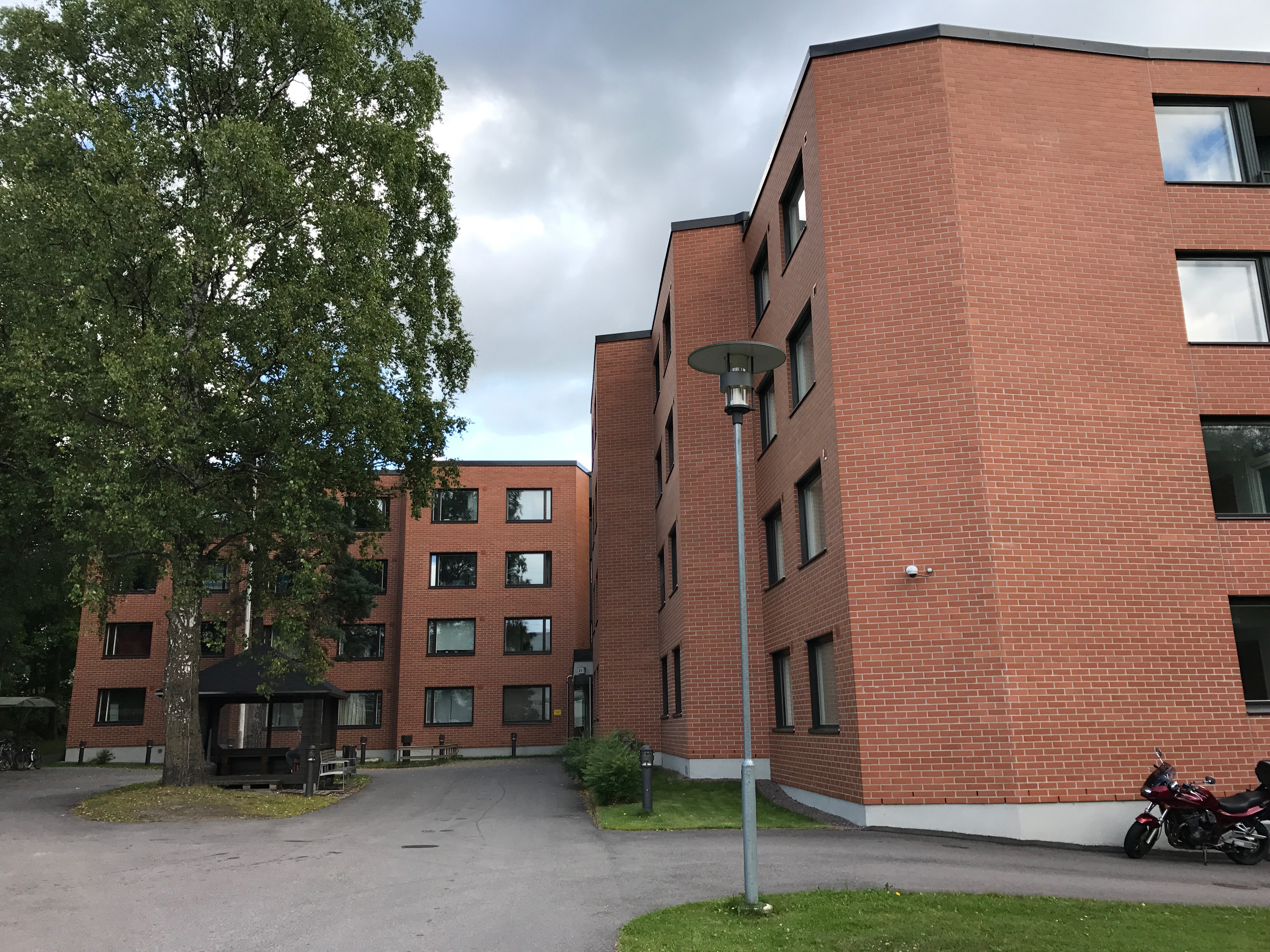
Résidence Clavis.

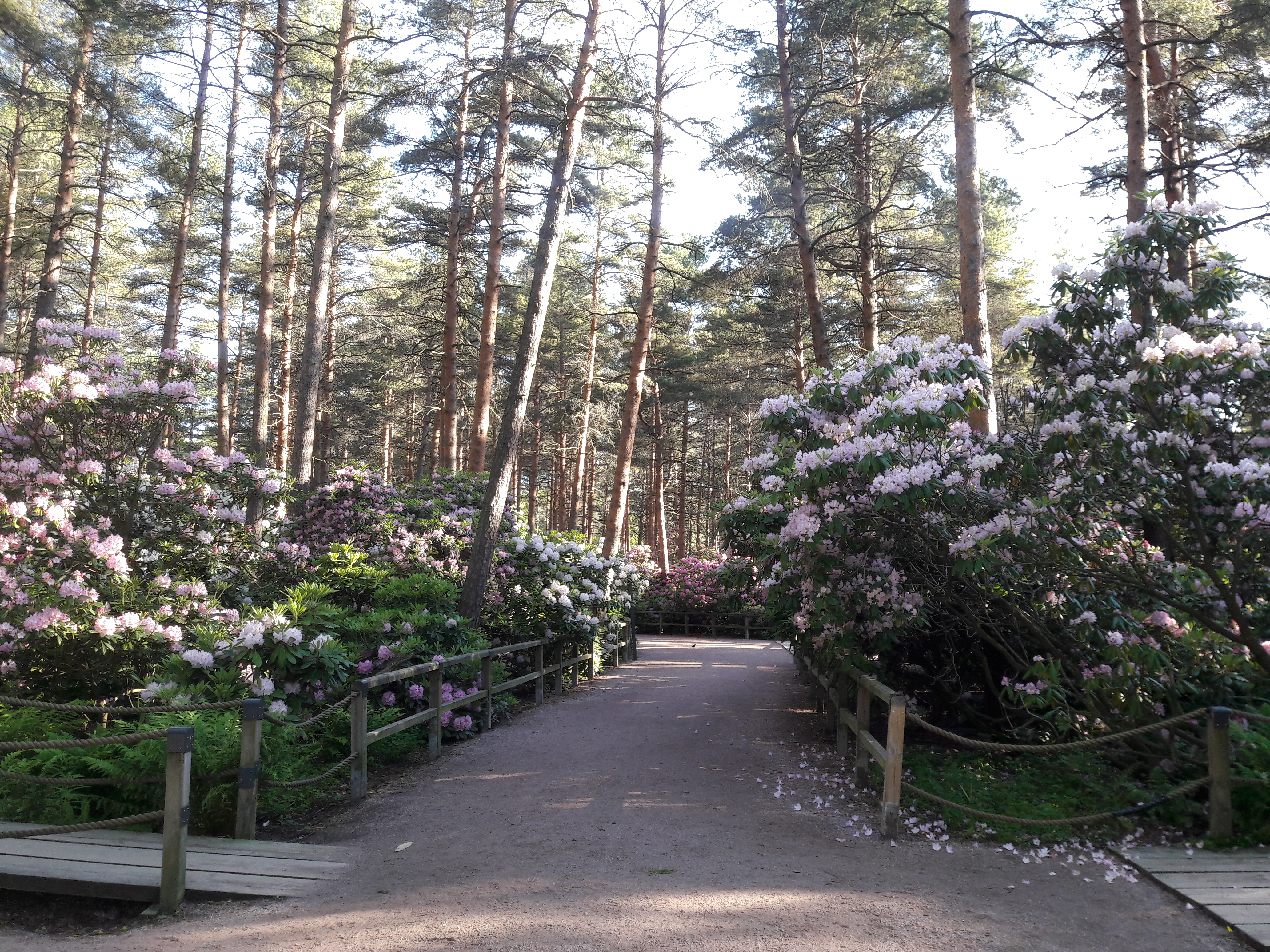
Parc des rhododendrons de Haaga.
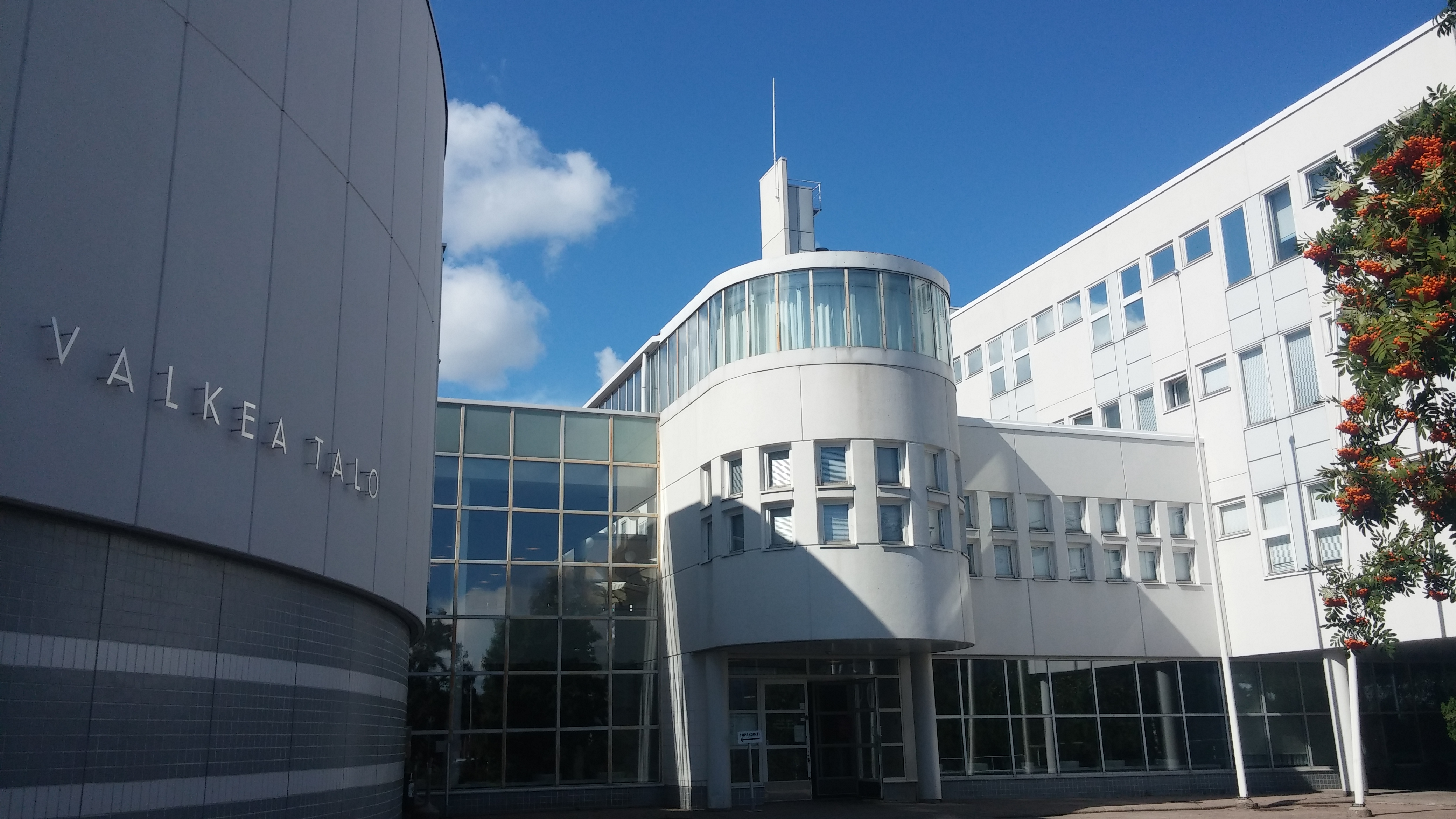
Valkea talo.
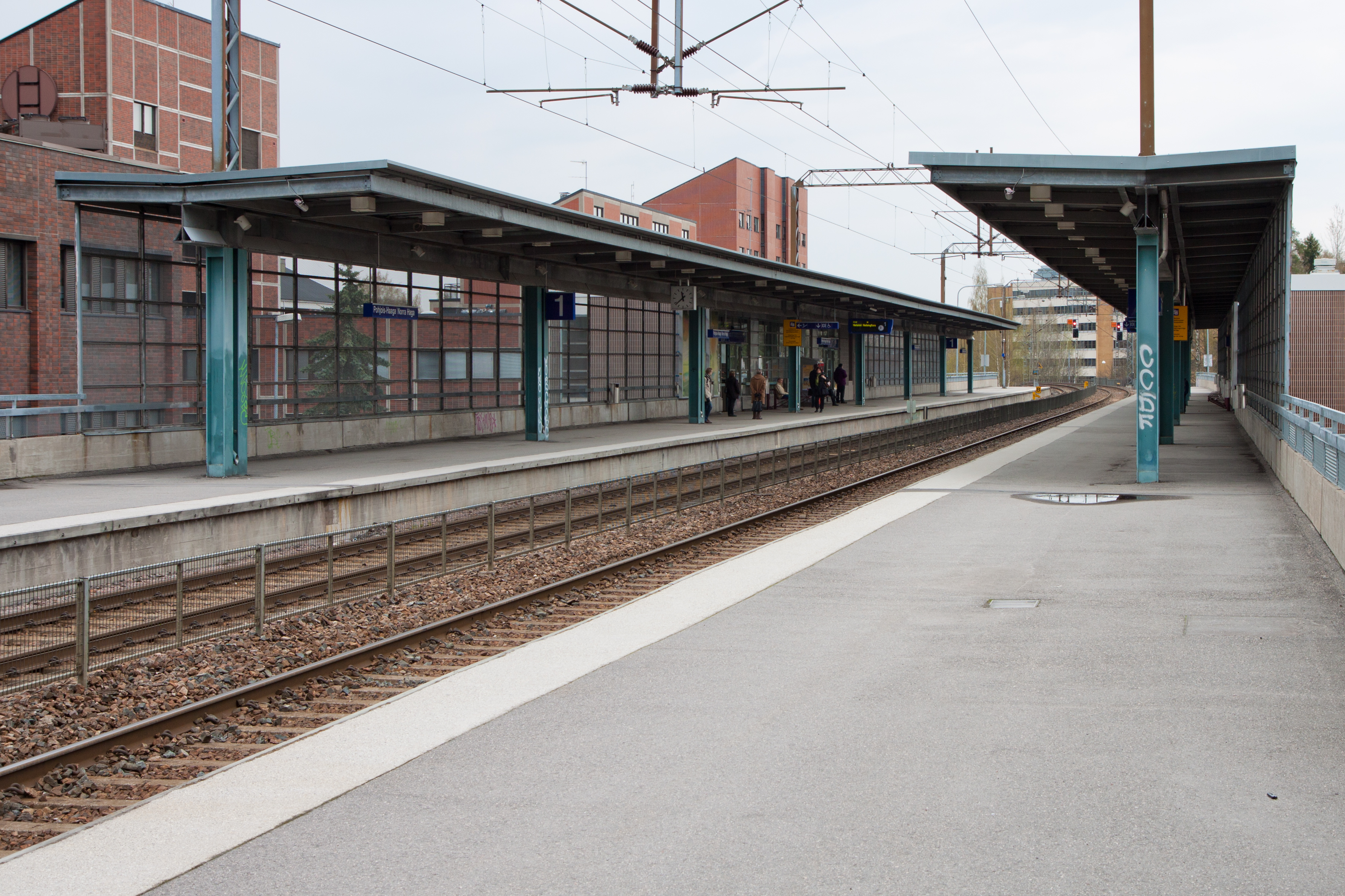
Gare de Pohjois-Haaga.
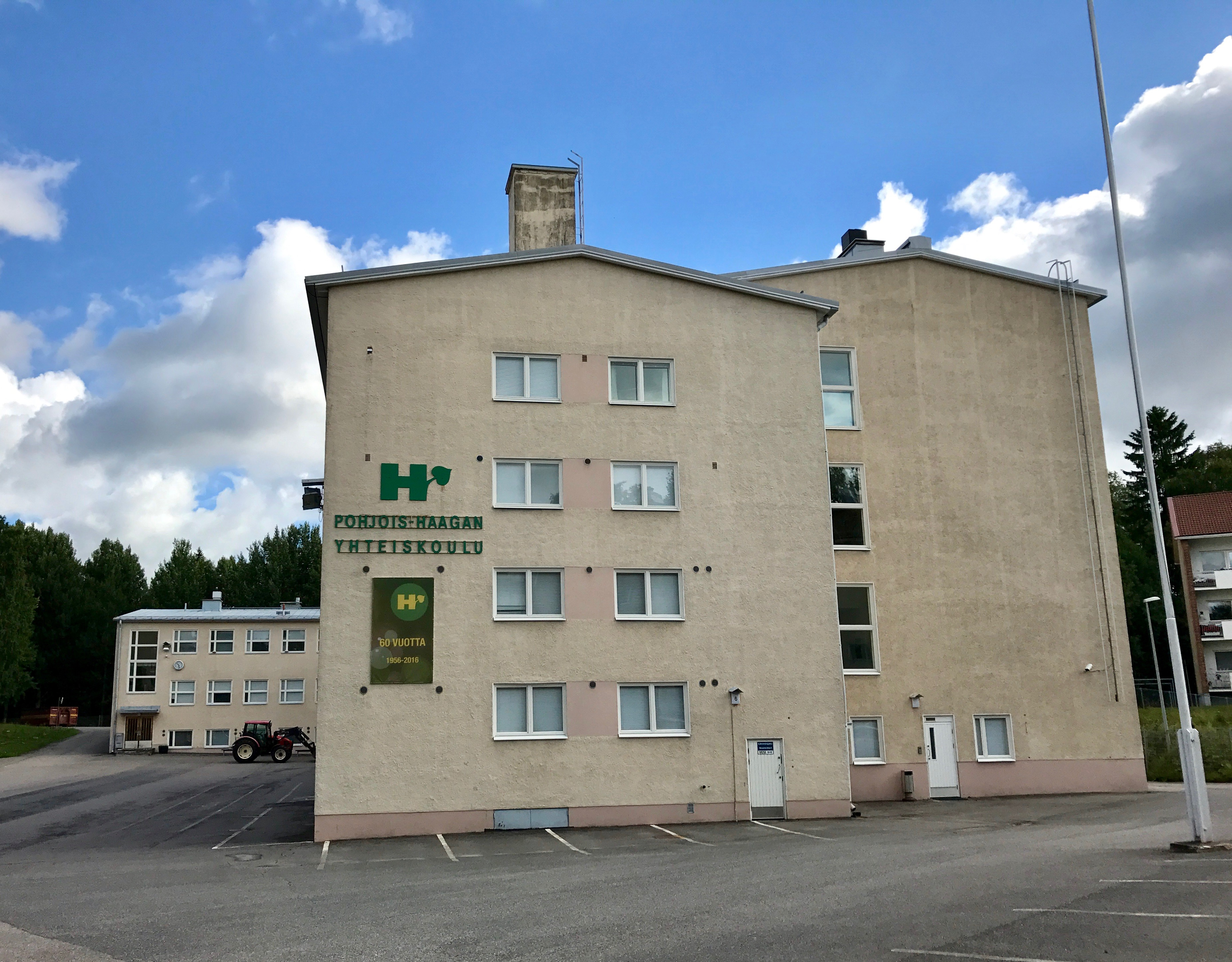
École mixte de Pohjois-Haaga